# Walter Plathe
Walter Fritz Ernst Plathe (* 5. November 1950 in Berlin) ist ein deutscher Theater- und Filmschauspieler.

## Leben

### Herkunft
Walter Plathe wuchs bei seiner alleinerziehenden Mutter in der Rosenthaler Vorstadt im Ost-Berliner Ortsteil Mitte auf und wollte zunächst Tierarzt werden. Deshalb erlernte er den Beruf des Fachverkäufers für Zooartikel, in dem er anfangs auch arbeitete. Nebenher trat er im Jugendstudio des Kabaretts Die Distel auf.

### Karriere in der DDR
Nach dem Besuch der Staatlichen Schauspielschule in Berlin ab 1968 wurde er 1971 an das Staatstheater Schwerin und 1976 an das Berliner Theater der Freundschaft, (Theater an der Parkaue) engagiert. Seit 1972 wirkte er als Schauspieler vor der Kamera in über 70 Film-und-Fernsehproduktionen mit. Einem breiten Publikum wurde er durch zahlreiche Film- und Serienrollen des Fernsehens der DDR bekannt, unter anderem als Knecht Wilm Sichler in Märkische Chronik und als Co-Pilot Paul Mittelstedt in Treffpunkt Flughafen.
Hinzu kamen ab den 1980er-Jahren auch Einsätze als Moderator und Conférencier. So führte er im Juni 1986 und im Dezember 1987 durch den Kessel Buntes, eine der bedeutendsten Unterhaltungssendungen des DDR-Fernsehens. 1988 moderierte er hier auch mit Gesagt ist gesagt eine eigene Unterhaltungssendung. Im Sommer 1989 trat er als Gast bei dem unter anderem vom Verband der Journalisten der DDR organisierten 20. Solidaritätsbasar der Berliner Journalisten auf dem Berliner Alexanderplatz auf und war am 14. September in der DDR-Unterhaltungssendung SpielSpaß mit Hans-Georg Ponesky zu Gast.

### Karriere nach der Wende
Plathe flüchtete im Spätsommer 1989 in die Bundesrepublik und wohnte anschließend einige Jahre lang in Hamburg. 1990 war er an der Komödie Winterhuder Fährhaus an der Seite von Evelyn Hamann in dem Lustspiel So bin ich nun mal von Donald R. Wilde zu sehen.
Große Bekanntheit auch in den alten Bundesländern erlangte er schließlich durch seine Hauptrolle des Dr. Ulrich Teschner in der ZDF-Fernsehserie Der Landarzt, die er von 1992 bis 2009 verkörperte. 1993 wurde im Auftrag des ZDF ein „Walter Plathe Special“ mit dem Titel Kein perfekter Mann, in welchem er eine Doppelrolle übernimmt, produziert und gesendet. Außerdem war Plathe Gast in anderen Fernsehserien, u. a. Derrick. 1999 war er zusammen mit Harald Juhnke und Günter Pfitzmann Mitbegründer des Zille-Museums in Berlin, welches 2002 im Nikolaiviertel eröffnet wurde.
Als Otto-Reutter-Interpret war er 2010 mit einem Programm des Theaters am Kurfürstendamm als Heinrich Zille auf Tournee. 2015 und 2017 übernahm er bei den Burgfestspielen Jagsthausen die Rolle des Götz von Berlichingen.

### Privates
Plathe lebt in Berlin-Mitte. Er war zweimal verheiratet und hat aus erster Ehe einen Sohn. In zweiter Ehe war er von 1999 bis 2008 mit der Schauspielerin Victoria Sturm verheiratet, die ebenfalls in der Serie Der Landarzt mitspielte (1999 bis 2008).
In seiner 2017 erschienenen Autobiografie Ich habe nichts ausgelassen bekannte er sich erstmals öffentlich zur Bisexualität.
Nach einem mehrmonatigen Krankenhausaufenthalt, Plathe lag sechs Wochen im Koma, infolge eines körperlichen Zusammenbruchs musste er 2022 das Sprechen und Gehen komplett neu erlernen.

## Filmografie (Auswahl)
- 1972: Trotz alledem!
- 1974: Das Mädchen Malle
- 1977: Ein Katzensprung
- 1977: Ich will euch sehen
- 1977: Schach von Wuthenow
- 1978: Geschlossene Gesellschaft
- 1979: Zugvogel am Sund
- 1979: Marta, Marta
- 1979: Die lange Straße
- 1980: Die Schmuggler von Rajgrod
- 1980: Es sollte ewig Sonntag sein
- 1981: Der ungebetene Gast
- 1982: Rächer, Retter und Rapiere (siebenteilige Fernsehserie der DDR), in der Hauptrolle als Georg Kresse
- 1982: Der Staatsanwalt hat das Wort: Gefährliche Freundschaft (Fernsehreihe)
- 1982: Polizeiruf 110: Schranken (Fernsehreihe)
- 1982: Der Staatsanwalt hat das Wort: Ich bin Joop van der Dalen
- 1983: Märkische Chronik (Fernsehserie, 12 Folgen)
- 1983: Der Staatsanwalt hat das Wort: Ein gefährlicher Fund
- 1984: Der Staatsanwalt hat das Wort: Ein Kartenhaus
- 1984: Das Puppenheim in Pinnow
- 1985: Meine Frau Inge und meine Frau Schmidt
- 1986: Treffpunkt Flughafen (TV-Miniserie)
- 1986: Ein idealer Gatte (Studioaufzeichnung)
- 1987: Zwei leere Stühle
- 1987: Schauspielereien: Berliner Pflanzen
- 1987: Die erste Reihe
- 1988: Polizeiruf 110: Der Mann im Baum
- 1989: Die gläserne Fackel (TV-Miniserie)
- 1990: Derrick (Fernsehserie, 2 Folgen, verschiedene Rollen)
- 1990: Café Europa
- 1991: Viel Rummel um den Skooter (Fernsehserie, 10 Folgen)
- 1991–1999: Der Alte (Fernsehserie, 3 Folgen, verschiedene Rollen)
- 1992–2009: Der Landarzt (Fernsehserie, 181 Folgen)
- 1992–2000: Großstadtrevier (Fernsehserie, 3 Folgen, verschiedene Rollen)
- 1992: Tatort: Stoevers Fall (Fernsehreihe)
- 1993: Kein perfekter Mann
- 1994: Cornelius hilft (Fernsehserie, 1 Folge)
- 1994: Liebling Kreuzberg (Fernsehserie, 1 Folge)
- 1995–1999: Für alle Fälle Stefanie (Fernsehserie, 2 Folgen, verschiedene Rollen)
- 1995: Ein Bayer auf Rügen (Fernsehserie, 3 Folgen)
- 1995: Serienstars einmal anders (Fernsehdokumentation)
- 1997: Kurklinik Rosenau (Fernsehserie, 1 Folge)
- 1998: Spuk aus der Gruft (TV-Miniserie)
- 1999: Das Traumschiff – Tahiti
- 2000: Spuk im Reich der Schatten (TV-Miniserie)
- 2000–2003: Bei aller Liebe (Fernsehserie, 52 Folgen)
- 2000–2001: Klinik unter Palmen (Fernsehserie, 6 Folgen)
- 2002: Spuk am Tor der Zeit (TV-Miniserie)
- 2003: Der letzte Zeuge (Fernsehserie, 1 Folge)
- 2006: Pfarrer Braun – Kein Sterbenswörtchen
- 2007: Kreuzfahrt ins Glück – Hochzeitsreise nach Burma (Fernsehreihe)
- 2010–2020: Familie Dr. Kleist (Fernsehserie)
- 2011: Jagdgründe (Kurzfilm)
- 2014: Das Traumschiff – Perth
- 2017: Weiber! Schwestern teilen. Alles.
- 2019: Der Usedom-Krimi – Strandgut (Fernsehreihe)
- 2021: Fritzie – Der Himmel muss warten – Kurswechsel (Fernsehreihe)
- 2024: Das Double
- 2024: Der Usedom-Krimi – Am Scheideweg (Fernsehreihe)

## Theater
- 1977: Horst Hawemann: Tschapai … Tschapai … Tschapajew – Regie: Joachim Siebenschuh/Mirjana Erceg (Theater der Freundschaft Berlin)
- 1977: Erich Köhler: Das kleine Gespenst (Prahli) – Regie: Wolfgang Engel (Theater der Freundschaft)
- 1978: Eugen Eschner: Frühlingskapriolen – Regie: Mirjana Erceg (Theater der Freundschaft)
- 1978: Lutz Dechant: Paul und Maria – Regie: Joachim Siebenschuh (Theater der Freundschaft)
- 1978: Margarete Steffin: Wenn er einen Engel hätte – Regie: Wolfgang Engel (Theater der Freundschaft)
- 1978: Dieter Süverkrüp: Das Auto Blubberbumm – Regie: Herbert Fischer (Theater der Freundschaft)
- 2009: Horst Pillau: Zille – Regie: Klaus Gendries (Theater am Kurfürstendamm)[17][18]
- 2018: Candide – Regie: Winfried Schneider (Staatsoperette Dresden)
- 2018: Der fröhliche Weinberg – Regie: Christian Filips (Literarisches Colloquium Berlin)
- 2019: Monsieur Pierre geht online (Komödie am Kurfürstendamm im Schiller Theater)[19]

## Hörspiele
- 1978: Jacob Grimm/Wilhelm Grimm: Das Meerhäschen (Köhler) – Regie: Christa Kowalski (Kinderhörspiel/Kurzhörspiel – Rundfunk der DDR)
- 1982: Brüder Grimm: Das singende springende Löweneckerchen (Charles) – Regie: Jürgen Schmidt (Kinderhörspiel – Litera)
- 1983: Hans Christian Andersen: Die Schneekönigin (Kay) – Regie: Rainer Schwarz (Kinderhörspiel – Litera)
- 1984: Oscar Wilde: Der Fischer und seine Seele (Fischer und Seele) – Regie: Barbara Plensat (Hörspiel – Rundfunk der DDR)
- 1988: Katja Oelmann: Steig der Stadt aufs Dach (Abschnittsbevollmächtigter) – Regie: Barbara Plensat (Hörspiel – Rundfunk der DDR)

## Auszeichnungen
- Berliner Theaterpreis Goldener Vorhang für seine Rollen in … am Theater am Kurfürstendamm:
  - 2001: Heute kein Hamlet
  - 2005: Die Abenteuer des braven Soldaten Schwejk
  - 2007: Ein eingebildeter Kranker
  - 2009: Zille
  - 2014: Zille und Der eiserne Gustav
- 2009: Georg-Scheu-Plakette[20][21]
- 2019: BZ Kulturpreis